# Wateringskant
Wateringskant (52° 46′ N, 4° 52′ L) é uma cidade dos Países Baixos, na província de Holanda do Norte. Wateringskant pertence ao município de Niedorp, e está situada a 10 km, a norte de Heerhugowaard.
A área de Wateringskant, que também inclui as partes periféricas da cidade, bem como a zona rural circundante, tem uma população estimada em 60 habitantes.